# Endasys sugiharai
Endasys sugiharai là một loài tò vò trong họ Ichneumonidae.